# Агавердиев, Гусейнбала Агаверди оглы
Гусейнбала Агавердиев (азерб. Hüseynbala Ağaverdi oğlu Ağaverdiyev; 1888, Кюрдаханы — 3 октября 1937) — азербайджанский революционер, государственный деятель.

## Биография
Родился в 1888 году в бакинском поселке. После смерти отца в 1901 году в Балаханах начал работать на рудниках немецкого миллионера Ридерлина. 
С начала 1917 года примкнул к рабочему движению, вел революционную работу среди рабочих. В мае того же года присоединился к большевистскому движению. После победы советской власти в Азербайджане был заместителем председателя Центрального правления Республиканского профсоюза горнорабочих. 
В 1926 году исполнение обязанностей первого секретаря Коммунистической партии Азербайджана было возложено на секретариат, состоящий из Алихайдара Гараева, Гусейнбалы Агавердиева и Левона Мирзояна. 
С 1927 года по 1929 был председателем СНК Азербайджанской ССР, а затем заместителем начальника Азнефтесоюза. В 1933 году совершил деловую поездку в США. С 1935 года работал заместителем председателя СНК Азербайджанской ССР, а также народным комиссаром местной промышленности. В 1934 году на VII съезде закавказских партийных организаций был избран членом Закавказского крайкома ВКП(б), а в 1935 году являлся членом Закавказского ЦИК.
Арестован 17 июля 1937 года за «участие в деятельности троцкистско-зиновьевской контрреволюционной организации», приговорен по приказу № 766 к расстрелу по I категории. Казнен 3 октября 1937 года.
Реабилитирован 24 декабря 1956 года.